# Václavské náměstí
Václavské náměstí (hovorově Václavák, německy Wenzelsplatz, dříve Svatováclavské náměstí, původně Koňský trh, německy Rossmarkt) je jedno z hlavních náměstí na Novém Městě v Praze. Jedná se o 750 m dlouhý a 60 m široký bulvár půdorysu protáhlého obdélníku, který se svažuje od Národního muzea k Můstku k hranici Starého Města. Václavské náměstí bylo svědkem mnoha významných historických událostí. Je to tradiční místo pro demonstrace, oslavy a jiná masová setkání. Bývá uváděno jako druhé největší náměstí v Praze i v Česku. Horní část náměstí je nejfrekventovanější pěší tepnou v zemi.
V letech 2020–2022 proběhla přestavba dolní části Václavského náměstí. V roce 2024 začala přestavba i v horní části náměstí, v rámci které se tam vrátí tramvajová trať.

## Historie
Král Karel IV. založil Nové město pražské dekretem vydaným 8. března 1348. Základní kámen byl položen 26. března téhož roku. Plán města obsahuje celou řadu otevřených prostranství určených pro trhy. Jedním z nich byl i Koňský trh. Na jihovýchodním (horním) konci náměstí končilo u novoměstských hradeb. Koňský trh byl městu určen jako jedno ze dvou hlavních tržišť, původně se nazývalo Koňský trh, zatímco na Karlově náměstí byl Dobytčí trh, na Senovážném náměstí Senný a obilný trh a na dnešním Jungmannově náměstí Kurný trh.
Na horním konci Koňského trhu stávala Koňská brána, zbořená spolu s pražskými hradbami roku 1875. V původní podobě protékal prostředkem současného Václavského náměstí Vinohradský potok, který ústil do rybníka na Můstku, a který byl později v rámci terénních úprav sveden do kanalizační sítě. Na dolním konci tržiště končilo Svatohavelskou bránou.

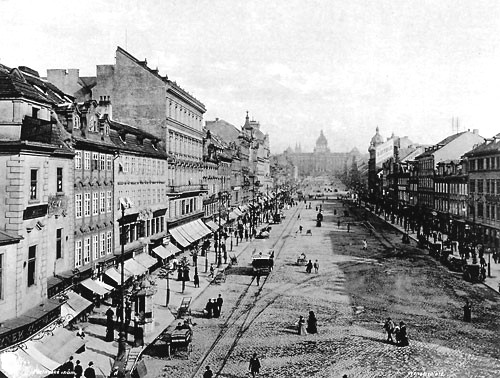
Václavské náměstí koncem 19. století, pohled od Můstku, dobová pohlednice

Od roku 1362 se zde konaly výroční trhy. Obchodovalo se zde nejen s koňmi, ale i se zbraněmi, látkami a od roku 1877 také s obilím. Ve spodní části náměstí stávaly novoměstské kotce. Po jejich zbourání v roce 1786 zde krátce působilo dřevěné české vlastenecké divadlo Bouda.
Ještě na počátku 19. století vypadalo náměstí poměrně venkovsky. Vprostřed náměstí stála kamenná boží muka. Karolína Světlá v Černém Petříčkovi popisuje Koňský trh tehdejších 30. let 19. století jako nevydlážděné prostranství, „kde se prodávalo všechno možné“.
Na místě zbořené Koňské brány vyrostla v letech 1885 až 1890 podle projektu Josefa Schulze budova Národního muzea.
Dlažby se náměstí dočkalo až koncem 19. století. 10. dubna 1895 bylo uvedeno do provozu osvětlení elektrickým proudem. Kolem roku 1875 bylo náměstí osazeno řadami lip, které však po dvaceti letech ustoupily kolejím elektrické dráhy.

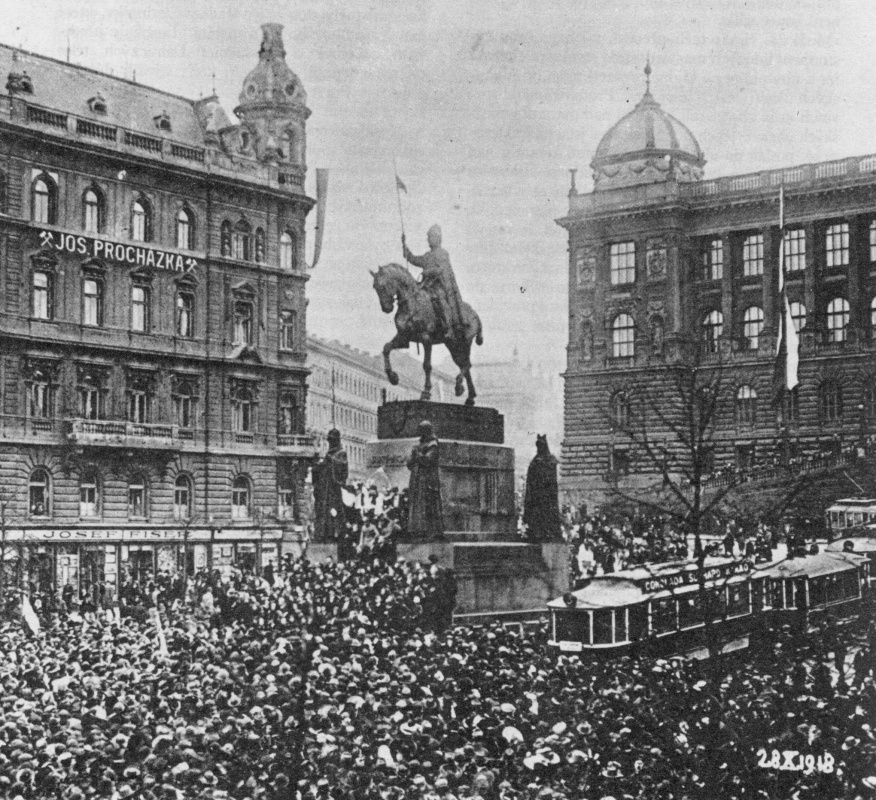
Vyhlášení nezávislosti Československa 28. října 1918

Koněspřežná dráha Generálního ředitelstvím Pražské tramwaye jezdila v příčném směru po ulici na Příkopech od roku 1875, Vodičkovou a Jindřišskou ulicí od června 1883 a po délce Svatováclavského náměstí od 20. května 1884. Uprostřed náměstí se tehdy tratě pouze křížily, ale nebyly na sebe napojeny – plány na propojení byly předloženy v polovině 90. let 19. století, ale k realizaci nikdy nedošlo. Koleje trati byly umístěny ve středním pruhu náměstí a mezi nimi stála velká alej, osová vzdálenost mezi kolejemi byla tehdy takřka 9 metrů. Postupně byla alej odstraněna a koleje přesunuty až k okrajům chodníků, do osové vzdálenosti 19 metrů, což byl v celé síti pražských tramvají rekord. Až do roku 1927 existovalo náměstí bez středního pásu a tramvaje po stranách náměstí. Po přestavbě roku 1927 vznikla jak nová parkovací místa pro osobní automobily, tak střední tramvajový pás.
V časech první československé republiky se Václavské náměstí také stalo prvním místem v zemi, kde byla nainstalovaná světelná signalizace. Byla zde také konečná stanice trolejbusů.

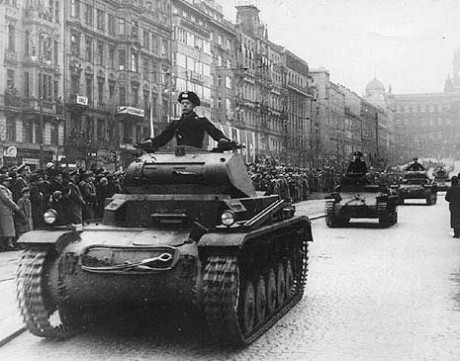
Německé tanky v Praze na počátku německé okupace 15. března 1939

3. července 1942 se na Václavském náměstí konala manifestace české loajality vůči Německé říši, které se zúčastnilo 200 000 občanů v čele s Emilem Háchou a Emanuelem Moravcem.
Během Pražského povstání v roce 1945 bylo v blízkosti Národního muzea několik budov zničeno. Na jejich místě vyrostlo několik obchodních domů.

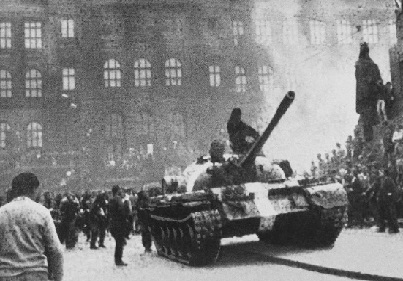
Václavské náměstí v srpnu 1968

Od 60. do 80. let 20. století byly v oblasti náměstí budovány postupně tři trasy metra, s přestupními stanicemi Můstek a Muzeum. Kolem roku 1972 bylo Václavské náměstí rozkopané, rozestavěné a některé jeho části zneprůjezdněné.
K 13. prosinci roku 1980 byl ukončen tramvajový provoz v podélném směru. Náměstí se tak velmi změnilo – místo tramvají je nyní středový pás zaplněn květinami a keři a hlavně charakteristickými šestibokými betonovými květináči. Tato úprava, která byla dokončena oficiálně 30. dubna 1982, je často kritizována termínem Štrougalovy „sady“ nebo Štrougalovy stromečky. Původně se tímto názvem byla označována soustava květináčů s jehličnany (tújemi), postavenými hustě vedle sebe kolem pomníku sv. Václava, aby po srpnu 1968 demonstranti nemohli nahoru, zejména tam umisťovat portréty Masaryka a Dubčeka, později i Jana Palacha a Zajíce. Tyto „sady“ byly obehnány řetězem s plastickými motivy lipových lístků, jež měly vzhůru otočené ostré hroty, aby se na řetěz nedalo sednout. Výzdoba definitivně zanikla po hokejových zápasech na „švédském“ mistrovství světa v roce 1969.
Po zrušení tramvajové dopravy se již běžný život města na Václavské náměstí nesoustředí, je spíše zónou turistů a cizinců. Nacházejí se zde hotely, kanceláře zahraničních i domácích společností, drahé obchody, směnárny, obchody se suvenýry a rychlé občerstvení, noční podniky, prostituce a prodej drog. Od 2. dubna 2012 je spodní část Václavského náměstí pěší zónou, může sem zajíždět jen zásobování.

### Rekonstrukce
Od 15. dubna 2020 probíhala rekonstrukce dolní části náměstí, dokončena byla v září 2022. Došlo k předláždění, doplnění dvou stromořadí i mobiliáře. Přibyl také prostor pro pěší včetně fontány. Podoba rekonstrukce náměstí vychází z modernizovaného výsledku architektonické soutěže z roku 2005, kterou vyhrál ateliér českého architekta Jakuba Ciglera.
Rekonstrukce horní části náměstí včetně návratu tramvajové trati začne 29. června 2024, k dokončení má dojít v roce 2027. Celá akce vyjde na 1,24 miliard korun.

## Události

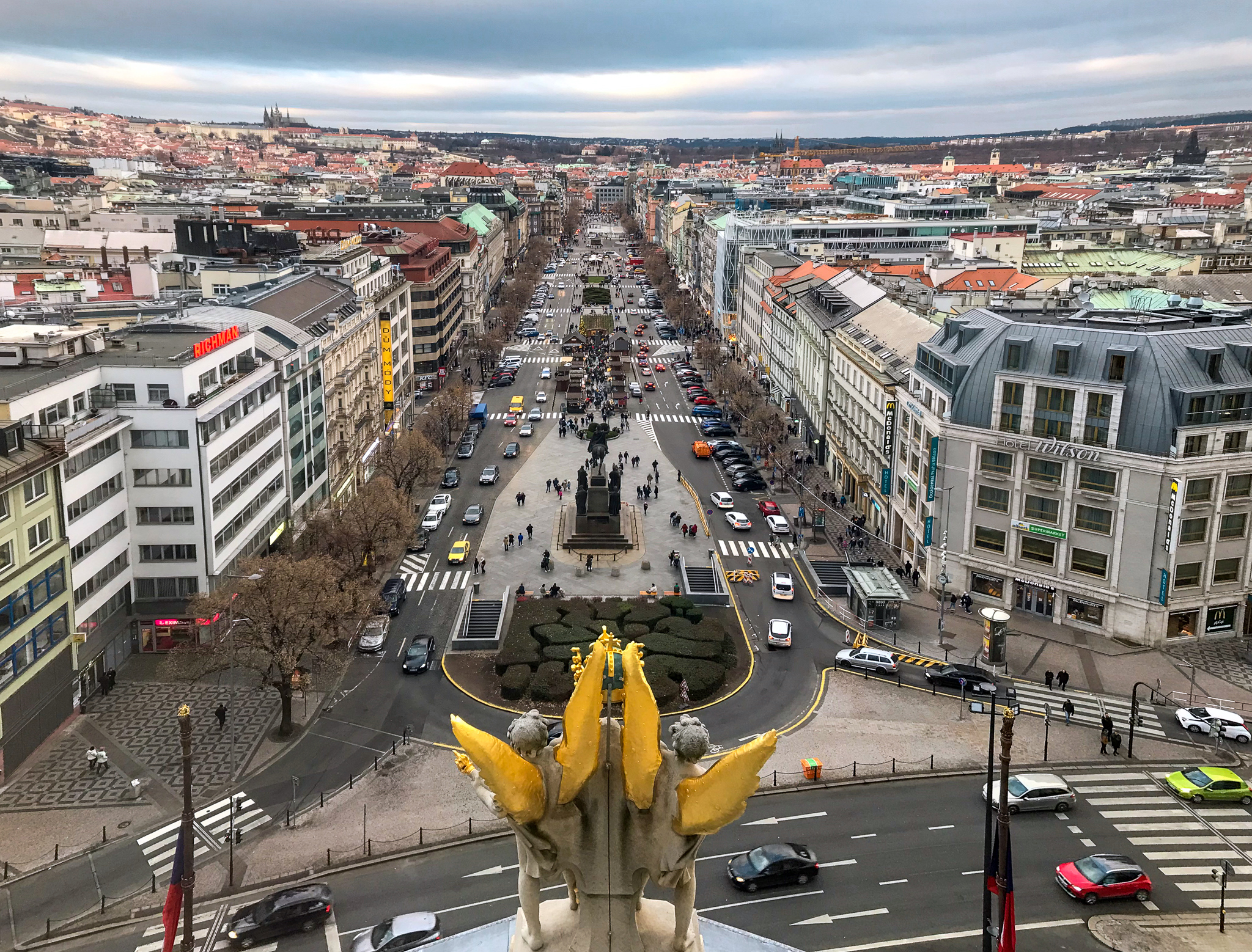
Pohled na Václavské náměstí z kupole Národního muzea

U Bendlovy barokní sochy svatého Václava se konávaly mše pod širým nebem, například během morové epidemie v roce 1713, kdy bylo zakázáno shromažďování v kostelech.
V roce 1848 se na Koňském trhu konaly tři slavnostní mše, z nichž poslední vyústila ve svatodušní bouře. 12. června 1848 sloužil u sochy kněz Jan Arnold mši, která byla jako první pražská událost vyobrazena daguerrotypicky. Mše byla počátkem pražského červnového povstání, při kterém zahynuly desítky osob.
28. října 1918 v 11 hodin dopoledne přečetli Alois Jirásek a katolický kněz Dr. Isidor Zahradník, pozdější ministr železnic, před sochou sv. Václava proklamaci o vyhlášení nezávislého demokratického Československa před demonstranty s portréty T. G. Masaryka a českými (červenobílými) a také americkými vlajkami.
Během okupace za 2. světové války používali nacisté Václavské náměstí k pořádání masových demonstrací, přičemž umně využívali zejména školní mládež. Manifestace se ale ještě konaly i po válce, například na Den znárodnění v říjnu 1945, který měl programově nahradit vzpomínku na výročí vzniku republiky.
Při okupaci ČSSR vojsky Varšavské smlouvy 21. srpna 1968 kulomety umístěné na sovětských tancích z Václavského náměstí ostřelovaly budovu Národního muzea údajně v mylném domnění, že se jedná o budovu Československého rozhlasu.
16. ledna 1969 se před Národním muzeem upálil student filozofické fakulty Jan Palach na protest proti okupaci Československa vojsky Varšavské smlouvy v srpnu 1968. Po roce 1989 byl před Národní muzeum umístěn i pomník Jana Palacha.
28. března 1969 porazil na mistrovství světa v hokeji tým Československa hokejisty Sovětského svazu. Po tomto vítězství, které bylo většinou veřejnosti chápáno jako malá odplata za okupaci, se na Václavském náměstí shromáždilo několik desítek tisíc nadšených fanoušků, kteří náměstí zcela zaplnili. Skupina provokatérů pak zaútočila na kancelář sovětské letecké společnosti Aeroflot. Tento incident se stal pro komunistickou moc záminkou pro další utužení komunistického režimu, které vyvrcholilo obdobím zvaným jako normalizace.
V 80. letech minulého století se Václavské náměstí stalo svědkem mnohých vystoupení proti komunistickému režimu. Masové nepokoje se konaly téměř pravidelně v lednu při výročí smrti Jana Palacha, v srpnu k výročí sovětské okupace z roku 1968 a v říjnu u příležitosti vyhlášení samostatnosti Československa, které byly brutálně rozháněny zejména vodními děly. Vyvrcholením těchto protestů byl listopad 1989, při kterém se na Václavském náměstí opakovaně konaly demonstrace více než 100 000 lidí.
V 90. letech se na náměstí odehrávaly různá politická shromáždění i demonstrace extremistů. Jedním z těch významných bylo například v krizi po tzv. „Sarajevském atentátu“ setkání příznivců Václava Klause a také mohutná demonstrace na podporu akce aktérů sametové revoluce nazvané „Děkujeme, odejděte!“.

## Názvy
Označení Koňský trh neslo prostranství podle svého účelu již od založení Nového Města v roce 1348.
V hovorové češtině se s označením Koňský trh můžeme setkat i v současnosti, byť spíše v humorném tónu.[zdroj?]
Barokní socha svatého Václava byla na Koňském trhu umístěna již od roku 1680. Název Svatováclavské náměstí navrhl Karel Havlíček Borovský 16. března 1848 na památku schůze 11. března 1848 ve Svatováclavských lázních, kde byl založen Svatováclavský výbor, a na paměť českého zemského patrona. Mše, kterou u sochy sloužil 12. června 1848 kněz Jan Arnold, je považována za počátek Pražského červnového povstání.
Název Václavák (jazyková odvozenina od Václavské náměstí) je dlouhodobě nejrozšířenější hovorové označení, používané všemi vrstvami pražské společnosti.
Pražská mládež (tzv. potápky a páskové) ve 40.–60. letech 20. století používala označení Trafouš, Trafo, Traf či Trafalgar, což byla odvozenina od londýnského Trafalgar Square, které v Londýně plnilo podobnou centrální shromažďovací funkci, jako Václavské náměstí v Praze. Revoltující mládež tímto označením v období politických diktatur zároveň dávala najevo svůj příklon k britské, potažmo americké kultuře, a vymezovala se tak vůči nacistické protektorátní správě a posléze vůči komunistické moci.
Dalším rozšířeným pojmem je od 60. let 20. století místo srazu Pod vocasem ("pod koněm", či "u koně"), jímž se míní ocas koně z Myslbekova pomníku sv. Václava. Podle historika Dušana Třeštíka je to shromaždiště pro novodobé české dějiny myticky významné, neuralgický bod celé země.

## Popis

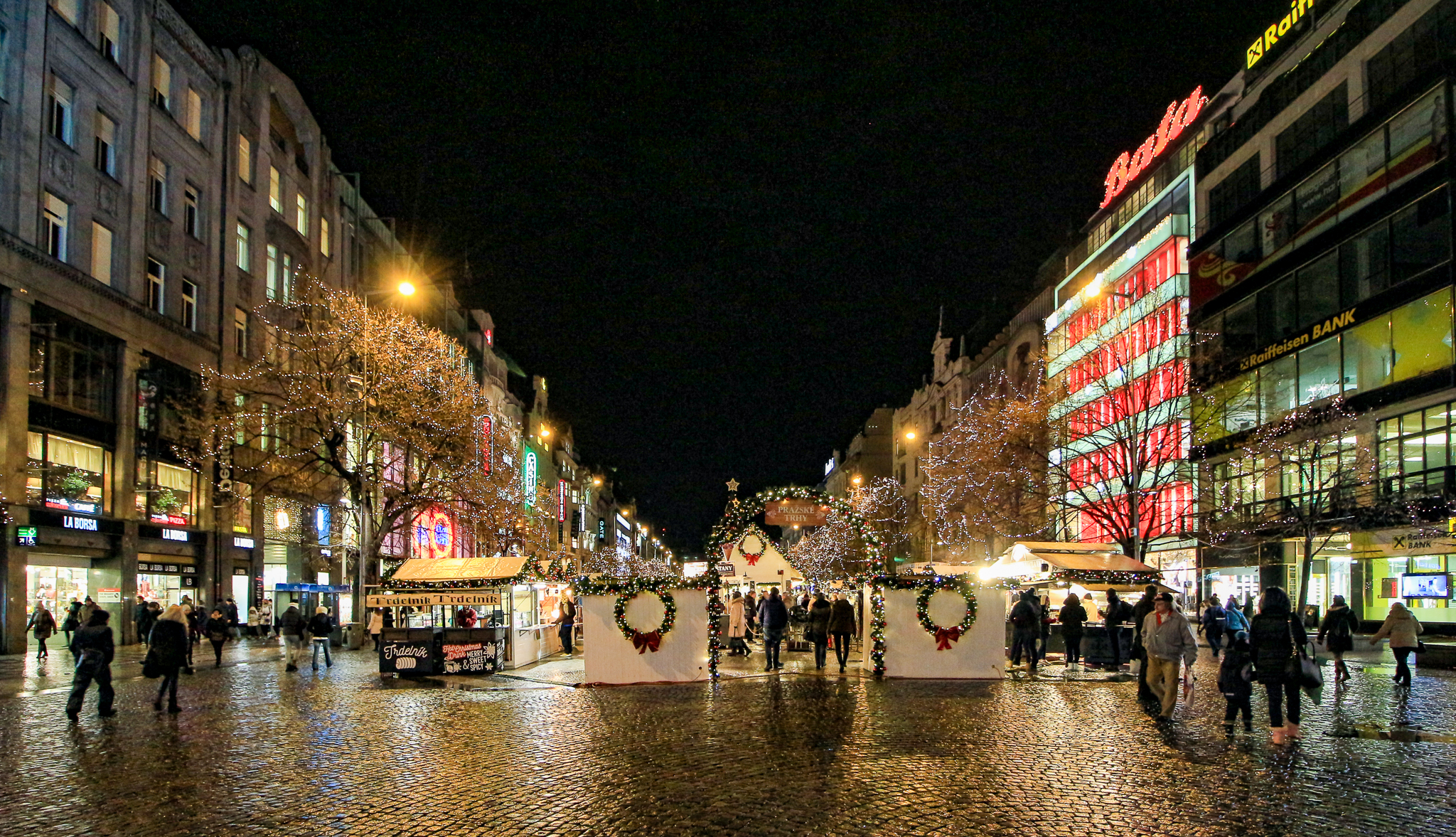
Dolní část Václavského náměstí s vánočními trhy – pohled od Můstku

### Plocha náměstí
Václavské náměstí má tvar velmi dlouhého obdélníku, delší strana má délku 750, kratší 65 metrů. Celé náměstí se mírně svažuje směrem k Můstku, který tvoří hranici Starého Města.
Na horním konci náměstí tvoří dominantu velká budova Národního muzea a jezdecká socha svatého Václava od Josefa Václava Myslbeka z roku 1912.
V 70. letech 20. století náměstí proťal na prostranství před Národním muzeem jeden směr Severojižní magistrály, úsekem spojujícím ulice Wilsonovu a Mezibranskou. Pod Václavským náměstím vedou všechny tři trasy pražského metra: úsek trasy C dokončený roku 1974, vede podél hranice Nového Města a Vinohrad kolmo k hornímu konci náměstí, úsek trasy A dokončený roku 1978 vede po délce náměstí, přičemž výstupy ze stanice Můstek jsou ve střední i dolní části náměstí, a úsek trasy B dokončený roku 1985 vede podél hranice Nového a Starého Města, kolmo k dolnímu konci náměstí. Tramvajová trať po délce Václavského náměstí, která od roku 1927 vedla středním pásem náměstí, byla v roce 1980 zrušena a roku 1982 bylo její kolejiště nahrazeno parkovou úpravou.

### Socha svatého Václava

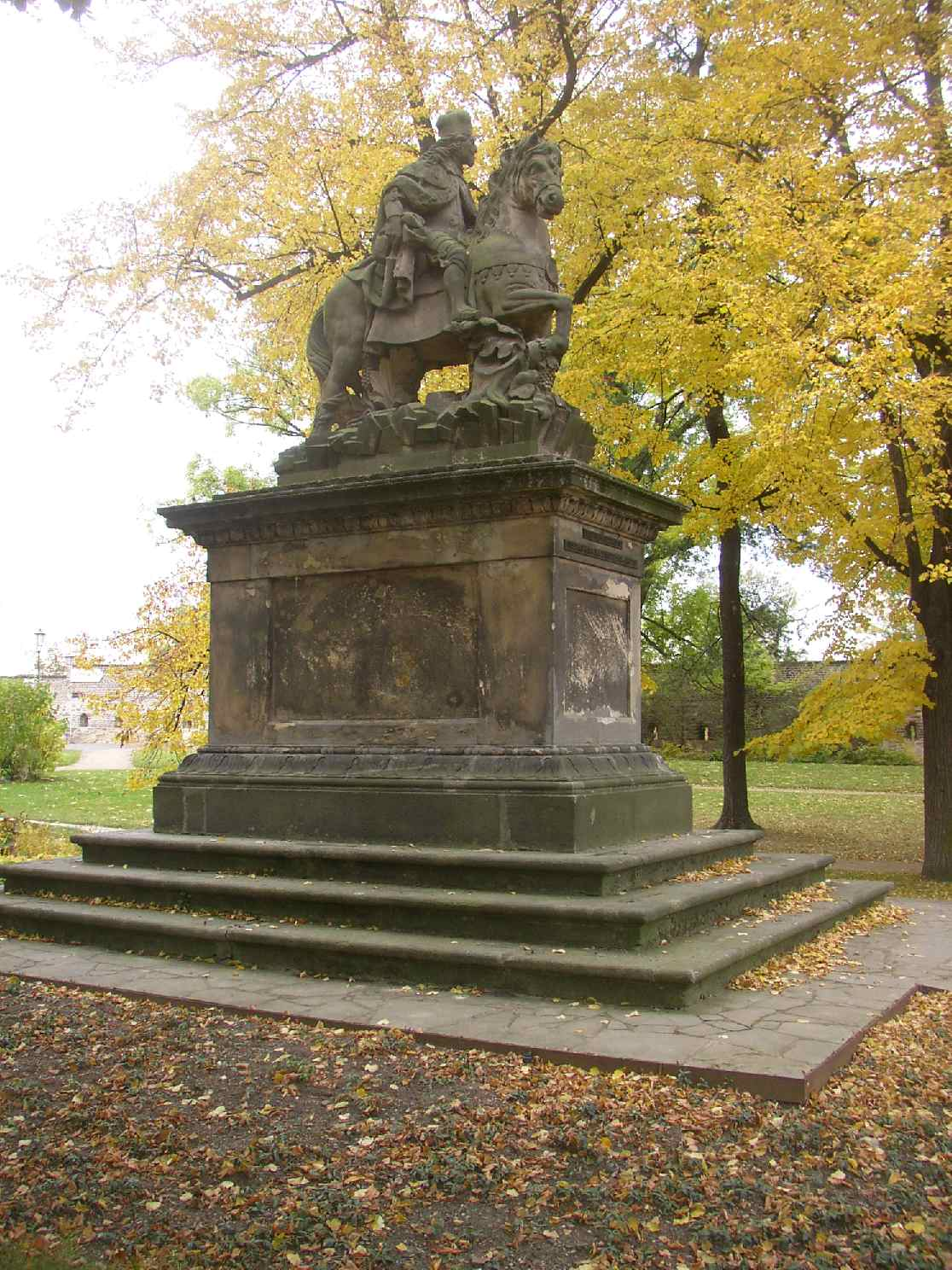
Kopie Bendlovy sochy sv. Václava na originálním podstavci dnes stojí v Štulcových sadech na Vyšehradě.

Raně barokní pískovcový jezdecký pomník sv. Václava od Jana Jiřího Bendla byl na barokní kašnu z roku 1650 uprostřed Koňského trhu postaven v roce 1680. V roce 1827 byla socha přemístěna na klasicistní podstavec od architekta Josefa Krannera před dům U Arcivévody Štěpána, na jehož místě dnes stojí Hotel Evropa. Při úpravách náměstí v roce 1879 byla socha pro nedostatečnou reprezentativnost umístěna do obecního skladiště Na Františku a pak do proboštského parku vyšehradské kapituly. Probošt Mikuláš Karlach ji pak přemístil do Štulcových sadů. V roce 1959 vytvořil sochař Jiří Novák její kopii, originál se od roku 1990 nachází ve stálé expozici Lapidária Národního muzea na Výstavišti v Praze.
Nová jezdecká socha svatého Václava, životní dílo Josefa Václava Myslbeka, byla umístěna před budovu Národního muzea v roce 1913. Sv. Václav je ve společnosti dalších českých svatých patronů: sv. Ludmily, sv. Anežky České, sv. Prokopa a sv. Vojtěcha. Podstavec sochy vytvořil architekt Alois Dryák. Na podstavci je napsáno: „Svatý Václave, vévodo české země, kníže náš, nedej zahynouti nám ni budoucím.“

## Domy na náměstí
Pro číslování domů orientačními čísly není použit systém obvyklý pro náměstí (souvislá řada kolem dokola), ale systém pro ulice (lichá čísla vlevo, sudá vpravo, číslováno směrem od Příkopů k Národnímu muzeu). Národní muzeum je číslem přiřazeno k sudé straně náměstí. Budovy na dolním čele náměstí nejsou k němu orientačními čísly přiřazeny a jako jediné patří ke Starému Městu, jinak celé náměstí patří k Novému Městu.
V roce 2010 patřilo z 63 domů na náměstí 7 domů pražskému magistrátu, necelá polovina domů patřila v roce 2010 zahraničním majitelům, a to z Rakouska (5 domů), Spojeného království, USA, Irska, Ruska či Německa.

### Dolní čelo (Příkopy)
Oba domy leží v katastrálním území Staré Město

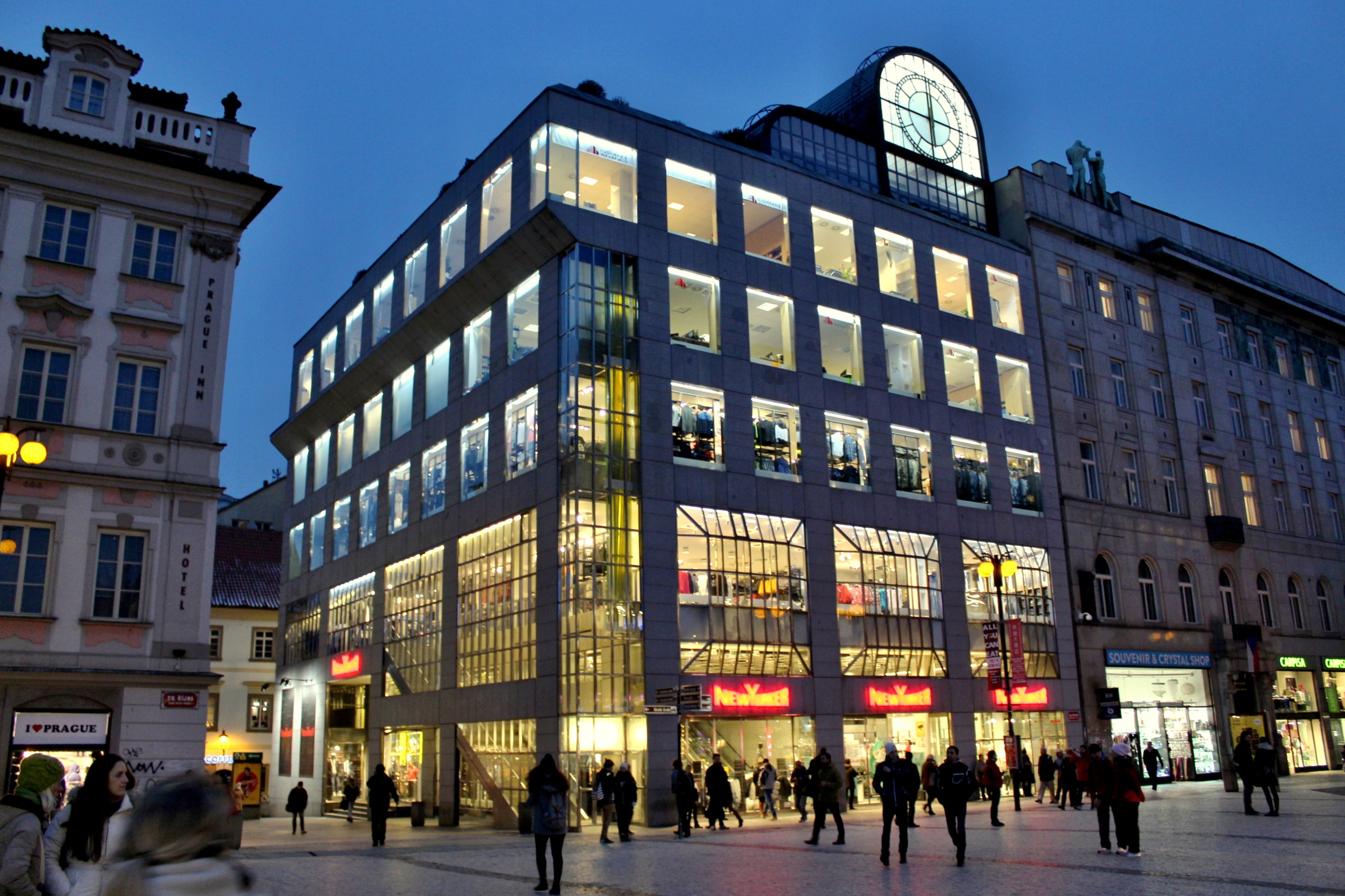
Dolní čelo Václavského náměstí, dům Na Můstku z roku 1983 od architektky Aleny Šrámkové

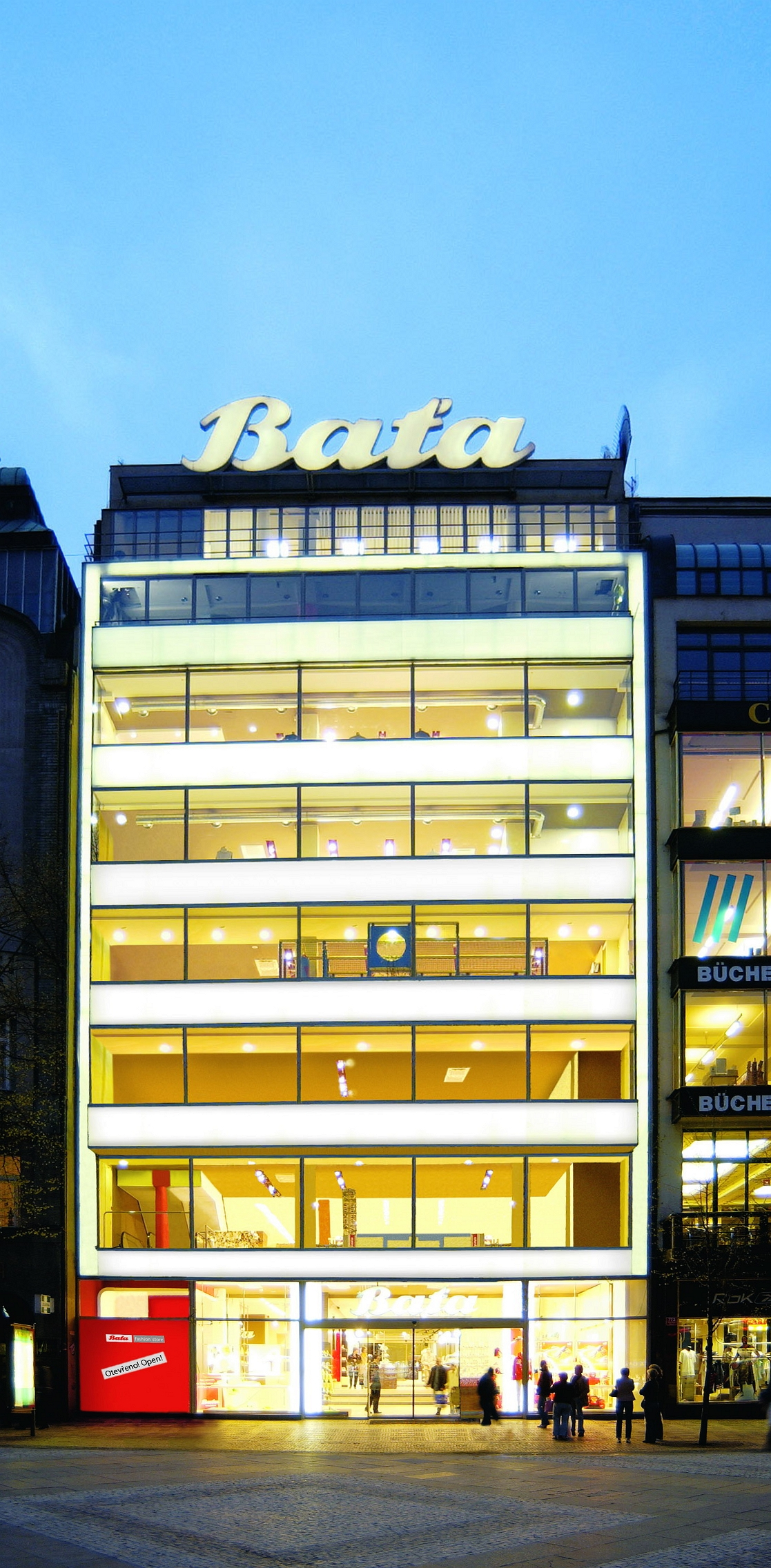
Funkcionalistický Baťův palác obuvi

- čp. 378 (28. října 15, Na můstku 12), dům U Zlatého úlu (Veliký úl, U Svatého úlu), nemovitá kulturní památka;[22] restaurace U Podkovy, Hotel Prague Inn. Vlastník Mustek Properties, s.r.o. (Bel International S.A., Lucembursko)[21]
- čp. 388 (Na příkopě 1, Na můstku 9), dům Na Můstku, palác (administrativní budova) ČKD, nemovitá kulturní památka;[23] projektanti Alena Šrámková a Jan Šrámek a Metroprojekt, vybudována 1976–1983, Původním investorem byl Dopravní podnik hl. m. Prahy. Zasypaný úsek příkopu v tomto úseku byl zastavěn v průběhu 15. století. Na nároží u vyústění můstku na Koňský trh stál dům zvaný Sklenářovský. Až do 19. století měl dům barokní podobu. Hradební příkop u Havelské brány existoval ještě v roce 1900, přes hradby na parkán přesahovaly dva domy po obou stranách brány. Majitelka Anna z Rusheimu v roce 1902 nechala dům zbořit, třípatrovou novostavbu projektoval a do roka postavil František Buldra. Dům poté získali Felix Lenhart a obchodník s hedvábím Efraim Löbl. Plán na přístavbu 4. patra a rozsáhlou adaptaci objektu ve 20. letech nebyl realizován. Ve 30. letech byly provedeny konstruktivistické úpravy, které navrhli Ladislav Machoň a Zdeněk Pešánek, v přízemí vznikla kavárna Edison. Roku 1973 byla Buldrova stavba zbořena, čímž se na čas otevřel průhled z Václavského náměstí na Staré Město.[24] V roce 2010 prodejna New Yorker, vlastník GSCD, s.r.o. (Friedrich Georg Knapp, Německo)[21]

### Sudá čísla
Jihozápadní strana náměstí (ve směru zdola pravá), všechny domy leží v katastrálním území Nové Město
- 772/2 Palác Euro, za návrhem stojí DaM architekti, dokončení 2002. Podél zadní strany vede tzv. myší díra na Jungmannovo náměstí. Prodejna oblečení Promod. V horním patře budovy měl kancelář podnikatel Martin Ulčák.[25] Vlastník Astreup, s.r.o. (Avestus Nominees Limited, Irsko; ovládající osoby Peter Donelly a Thomas Dowd)[25][21]
- čp. 773 (Václavské náměstí 4, Jungmannovo nám. 11) Lindtův dům (Palác Astra), arch. Ludvík Kysela, dokončen 1927 – údajně první funkcionalistická stavba v Praze, první železobetonová pilířová stavba se zavěšenou skleněnou fasádou, průběžnými okny, balkóny a terasou, památková ochrana od 1. 1. 1964, rejstříkové číslo 44554/1-1132. V letech 1975–1978 část pasáže a podloubí ustoupila vstupu do metra. Vlastník: Astreup, s.r.o. (Avestus Nominees Limited, Irsko; ovládající osoby Peter Donelly a Thomas Dowd)[25][21]
- 774/6, zezadu Jungmannovo nám. č. o. 12, Dům obuvi Baťa (původně Dům služeb), dokončen 1929. Jedna z prvních železobetonových pilířových staveb se zavěšenou skleněnou fasádou, průběžnými okny a terasou. Má 10 poschodí (7 nadzemních pater a 2 podzemní). Z původních 3 osobních výtahů byl jeden rychlostní, první v republice, též zde byly 4 nákladní výtahy. Novostavbu projektovalo technické oddělení Baťových závodů. Na plánech se podíleli architekti Ludvík Kysela (někdy uváděn jako hlavní autor), František Lydie Gahura a Josef Gočár. Roku 1992 po převzetí firmou Baťa zanikla průchozí pasáž. Chráněná památka od 1. 1. 1964, rejstříkové číslo 39959/1-1133. Roku 1928 zde byl zbořen dům, kde byly obchodní místnosti parfumerie a kosmetického salonu Lavecká. Stával zde starobylý průchozí dům do Jungmannova náměstí, U bílého kohouta. Dnes prodejna obuvi Baťa, vlastník Baťa a. s. (Nizozemí, Kanada)[21]
- 775/8, zezadu Jungmannovo nám. č. o. 14. Adamova lékárna. Vybudována 1911–1923, navrhl Emil Králíček. Vlastník Jiřina Nováková (Česko)[21]
- 776/10, nájemní dům. Postaven roku 1900 podle návrhu arch. Aloise Dlabače. Šenk Vrbovec, vlastníci Eden Park Resort, s.r.o., Ernest Bagdasaryan, Irina Kotova, Olga Zárubová, Hana Žaloudková, manželé Walekovi (Nizozemí, Rusko, Česko)[21]
- 777/12, Peterkův dům, památková ochrana od 1. 1. 1964, rejstříkové číslo 39961/1-1134. Secesní dům architekta Jana Kotěry z roku 1899.[26] Dnes v přízemí prodejna obuvi Salamander. Vlastníci Energocenter CZ, Renata Sabongui, Gabriela Struhárová, manželé Alan (obchodní ředitel ČEZu)[25] a Markéta Svobodovi, Urbánkovi, Vlasákovi, Wittnerovi, hlavní město Praha.[21]
- 778/14, Dobrá čajovna, cukrárna, prodejna Pietro Filipi. Vlastník: hlavní město Praha.[21]
- 779/16, Česká spořitelna. Vlastníci Jan Jarolím, rodina Maceškova (Česko).[21]
- 780/18, Dům u Doušů (Thajské masáže). Vlastníci Zdenka Veselská, Pavel Veselský (Česko)[21]
- 781/20, Stutzikův dům (Pizzeria Castello). Vlastníci Helena Hulcová, Jiří Janoš (Česko)[21]
- 782/22, hotel Juliš, arch. Pavel Janák, ochrana od 1. 1. 1964, rejstříkové číslo 39963/1-1135. Výstavba proběhla mezi lety 1927 až 1932, investorem byl Karel Juliš. Budova nahradila dům U božího oka. Po roce 1948 přejmenován na hotel Tatran, roku 1991 byl vrácen Julišovým, ale ti jej prodali firmě Eltima. V roce 2017 zde proběhl menší požár.
- 783/24, dříve golfová prodejna, později směnárna, dnes prodejna pánských oděvů zn. Blažek. Majitelé: Eva Bossová, Eva Kociánová, Zdeněk Kučera (Česko a Švýcarsko)[21] Do roku 1992 chráněno pod rejstříkovým číslem 41008/1-1823 jako měšťanský dům U bílého čápa, U dvou čápů.
- 784/26, hotel Adria, ochrana od 1. 1. 1964, rejstříkové číslo 39965/1-1136. V roce 1925–1928 v domě působilo divadlo Vlasty Buriana. Kromě hotelu zde sídlí Triton Restaurant a pobočka České spořitelny. Majitel: Adria-Neptun, s.r.o. (Česko)[21]
- 785/28, Palác U Stýblů (Palác Alfa), arch. Ludvík Kysela. Pasáž Alfa směrem ke Františkánské zahradě a pasáží Světozor. Ochrana od 1. 1. 1964, rejstříkové číslo 44555/1-1137. Ve dvorní přístavbě bývalé divadlo Semafor (od roku 1959), ve 30. letech zde působilo surrealistické Nové divadlo. Předtím zde stály dva nízké domy se středověkým jádrem a s průjezdem do dvora, barokní a klasicistní. Majitel: Ondřej Stýblo (Česko)[21]
- 788/30, Stýblův dům. V domě kanceláře, ordinace, velká prodejna Levi Strauss. Majitelé: Ondřej Stýblo, Václav Hubert Josselin Giraud, Hubert Marie Joseph Jaubert Monique, Marie Thérése Barbara d„Achon Josephine (Francie a Česko).[21]. Na rok 2023 je naplánovaná rekonstrukce. Dům nabídne 1 426 m2 maloobchodní plochy ve 4 jednotkách na 2 podlažích.
- 791/32, též Vodičkova č. o. 41 a 39, Palác České banky (Palác Ligna). Roku 1947 vbudována pasáž Světozor, směřující k Františkánské zahradě a pasáži Alfa. Do roku 1913 zde stál renesanční dům U Lhotků, který měl známou věž s nástěnnými malbami Josefa Navrátila. V domě sídlí velká pobočka ČSOB, kavárna Boulevard a několik obchůdků. Majitel: LIGNA a. s. (Česko)[21]
- čp. 792 (Václavské náměstí 34, Vodičkova 40).[27] Wiehlův dům. Památková ochrana od 1.1.1964, rejstříkové číslo 39967/1-1138. [28]Sídlí zde knihkupectví a nakladatelství Academia. V budově má kancelář podnikatel Tomáš Chrenek, majitel domu: Středisko společných činností AV ČR.[25][21]
- 793/36, Palác Hvězda (sídlo nakladatelství Melantrich), postaven v roce 1913, arch. B. Bendelmayer. V listopadu 1989 z balkonu budovy promlouvali představitelé Občanského fóra. Nyní zde sídlí firma Marks & Spencer. Majitel: La Salle a.s. (ovládá ji Američan Alan Smoker)[21]
- 794/38, Palác Rokoko s pasáží Rokoko. Sídlí zde např. divadlo Rokoko a prodejna sportovního vybavení. Majitel: Palác Rokoko, s.r.o. (Česko)[21]
- 795/40, též Štěpánská č. o. 65. Šupichovy domy, Palác Rokoko. Moravská banka, architekt Matěj Blecha. Průchozí pasáž do paláce Lucerna. V prosinci 1915 zde byl otevřen kabaret Rokoko. Dříve zde stál Aehrenthalský palác ze 17. století. Sídlí zde pobočka LBBW Bank CZ a kavárna Starbucks Coffee. Majitel: LBBW Bank CZ (Německo)[21]. Nabízí 662 m2 maloobchodní plochy na 2 podlažích.
- 796/42, 44 a 46, též Štěpánská č. o. 44, Poštovní šekový úřad, Investiční banka, ochrana od 1. 1. 1976, rejstříkové číslo 41011/1-1825. Sídlí zde kanceláře Komerční banky, pobočka knihkupectví Kanzelsberger a lahůdkářství. Majitel: Komerční banka, a.s. (Société Générale, Francie)[21]
- 799/48, Krajský výkupní podnik, ochrana od 1. 1. 1964, rejstříkové číslo 39969/1-1139. V domě restaurace Jizera, směnárna a kasino Magic Planets. Majitel: Red Rose Trading, s.r.o. (Američan Alan Smoker a Brit Nicholas Kirke)[21]
- 800/50, v domě byty a pobočka sítě Fotolab. Majitel: Oldřich Gengela (Česko)[21]
- 801/52, též Ve Smečkách č. o. 33. V domě restaurace Černý baron, prodejna potravin Pomona, zlatnictví Beny. Majitel: Ministerstvo zemědělství ČR[21] Sídlí zde Státní zemědělský intervenční fond.
- čp. 802 (Václavské náměstí 54 a 56, Ve Smečkách 34, Krakovská 27). Palác Fénix (dříve Blaník). V objektu je divadlo (dříve kino) Blaník (Studio DVA divadlo) a pasáž paláce Fénix ve tvaru T s výškovými rozdíly dorovnanými rampami a schodištěm. V domě je restaurace KFC a směnárna. V budově měl kancelář lobbista Roman Janoušek a jeho společnosti Medea Kultur (provozovala mj. kino Blaník) a Ora Print.[25] Dům patři společnosti Palác Fénix, a.s., kterou ovládá podnikatel Luděk Vinš, bývalý Janouškův spolupracovník a majoritní vlastník FK Viktoria Žižkov)[21]
- 804/58, též Krakovská č. o. 26. Dům módy. Majitel: Vestreal, a.s. (USA)[21]. Vybudován v roce 1956, nabízí 1909 m² maloobchodní plochy na 4 podlažích.
- 805/60. V horních patrech sítě luxusních rezidencí švýcarské firmy Hapimag, v přízemí směnárna a obchod s obuví. Majitel: Hapimag Praha, s.r.o. (Švýcarsko)[21]
- 806/62. Sídlí zde společnost AAA Byty. Majitel: Náměstí 62, a.s. (Václav Skala, Monako).[21]
- 807/64. V přízemí budovy sídlí klientské centrum společnosti Partners. Majitelé: Monika Leiblingerová, Jana Reberová, rodina Rubeškova (Česko)[21]
- 808/66, též Mezibranská č. o. 23. Sídlí zde Casino Praha. Majitelé: rodina Rytířova (Česko)[21]

### Horní čelo

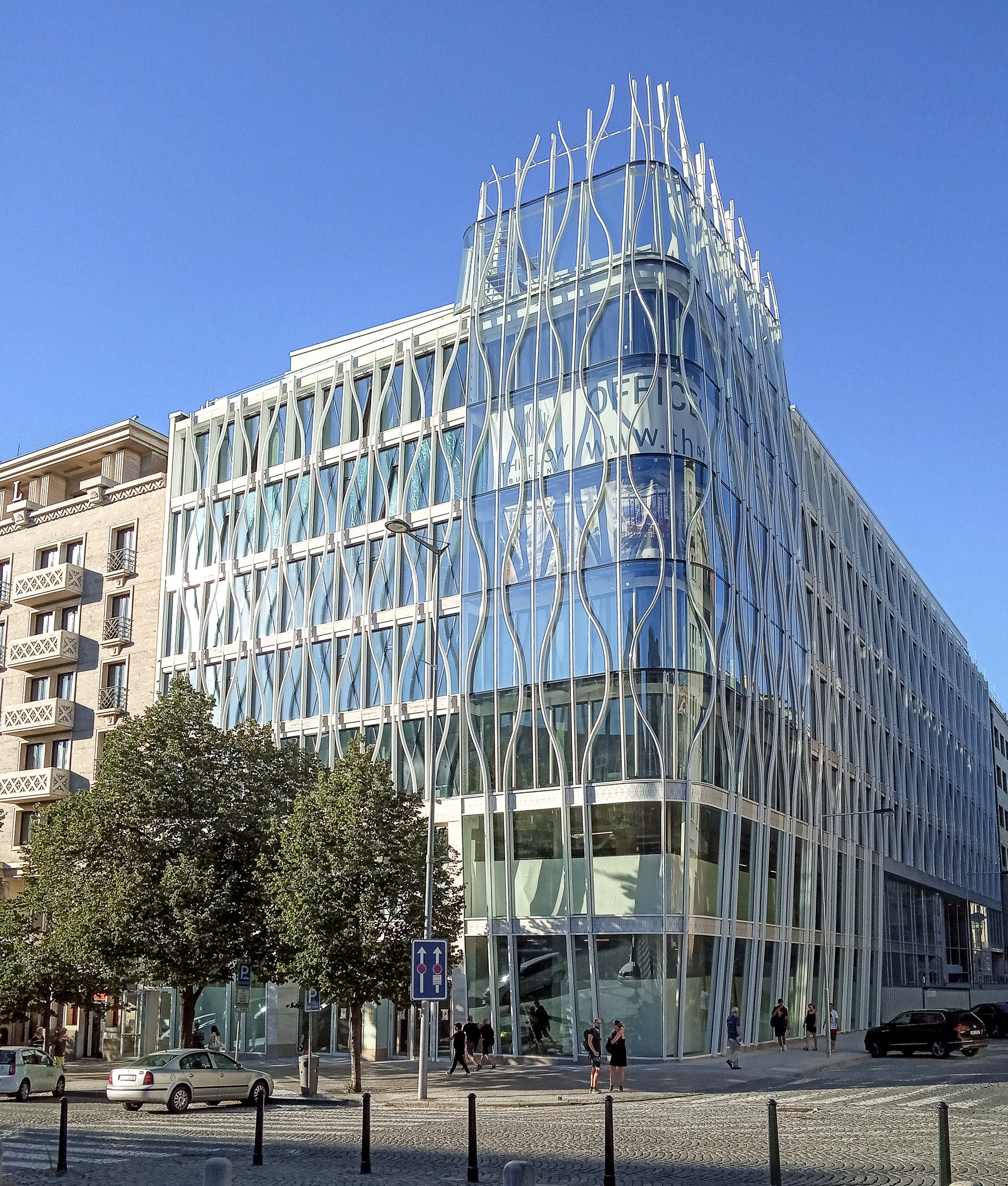
Novostavba "Květinový dům" na nároží Václavského náměstí a Opletalovy ulice

- 1700/68, též Mezibranská č. o. 6, Národní muzeum, arch. Josef Schulz, dokončena 1890. Ochrana od 1. 1. 1964, rejstříkové číslo 11727/1-1198. Majitel: Národní muzeum (Česko)

### Lichá čísla
Severovýchodní strana náměstí (ve směru zdola levá), všechny domy leží v katastrálním území Nové Město
- čp. 846 (Václavské náměstí 1, Na příkopě 2), Palác Koruna.
- 841/3 palác Diamant, dům s fasádou ve stylu historismu postavil roku 1895 František Buldra, na konci 20. let 20. století bylo průčelí zpurizováno a ozdobné prvky odstraněny. Sloužil převážně jako obchodní dům. Roku 2007 byla budova bez velké pozornosti na základě zkráceného stavebního řízení zbořena, vyrůstá zde nový multifunkční Diamant s 9 podlažími, z toho 2 podzemními.[29] Majitel: Mustela, s.r.o. (Rakousko)[21]
- 840/5, hotel Ambassador (obchodní dům Passage, kabaret Alhambra, kino, kasino, pasáž průchozí do dvorů a do průchodu paláce Sylva-Taroucca, 1924 přestavěn na hotel) Sídlí zde též Casino Goldfingers. Majitelé: manželé Dvořákovi (Česko)[21]
- 839/7, hotel Zlatá husa, neprůchodná pasáž s dvoranou. Restaurace Plzeňská rychta. Majitelé: rodina Dvořákova, Hana Bautkinová, Kristián Bílý, Jan Dostál (Česko)[21]
- 838/9. Byla zde restaurace McDonalds, v roce 2010 je dům v rekonstrukci. Majitel: Čermákovic akciová společnost (Velká Británie)[21]
- 837/11. V domě sídlí prodejna Darex, steaková restaurace Kobe, obchod sítě Kenvelo. Majitel: Welwyn Company, a.s.(Ballymore Properties reg. v Nizozemsku)[21]
- 835/13 a 15, dříve tiskárna Mír. Čp. 15 vzniklo roku 1895 jako Budova vydavatelství Politika a sídlo redakce deníků Politik a Národní politika, dům čp. 13 byl přistavěn roku 1910, obě stavby jsou propojeny. Dnes obchody se sklem a oblečením, ve sklepě kurty na squash. Majitel: Welwyn Company a. s.[21]
- 834/17, též V cípu 2, Palác Praha, vznikl přestavbou původního klasicistního domu. Průchozí pasáž s třemi malými dvoranami do ulice V cípu, podloubí do Jindřišské ulice. Dříve zde sídlilo vydavatelství Práce. V roce 2010 zde byl otevřen velký obchod řetězce Van Graaf. Majitel: VN 17, a.s. (Rakousko)[21]
- 832/19, též Jindřišská 1 a 3, Assicurazioni Generali, ochrana od 1. 1. 1964 (rejstříkové číslo 39979/1-1144). V letech 1907–1908 zde v pražské pobočce italské pojišťovny pracoval Franz Kafka. Vybudovaný v roce 1895, nabízí 796 m2 obchodních prostor, které si aktuálně pronajímá módní značka H&M a kosmetika Sephora, je zde sídlo několika obchodních společností. Majitel: Josefská 1, a.s. (v čele stojí Brit James Lewis Woolf, majitelem lucemburská společnost Maranello Properties)[21]
- 831/21, též Jindřišská 2. Dříve obchodní dům Krone, později Debenhams, poté DESIRRED; vedle sídlí restaurace Duplex Kogo, noční klub a směnárna. Majitel: Svaz českých a moravských výrobních družstev (Česko)[21]
- 828/23, prodejny bižuterie a šperků, v domě je i několik bytů[21]

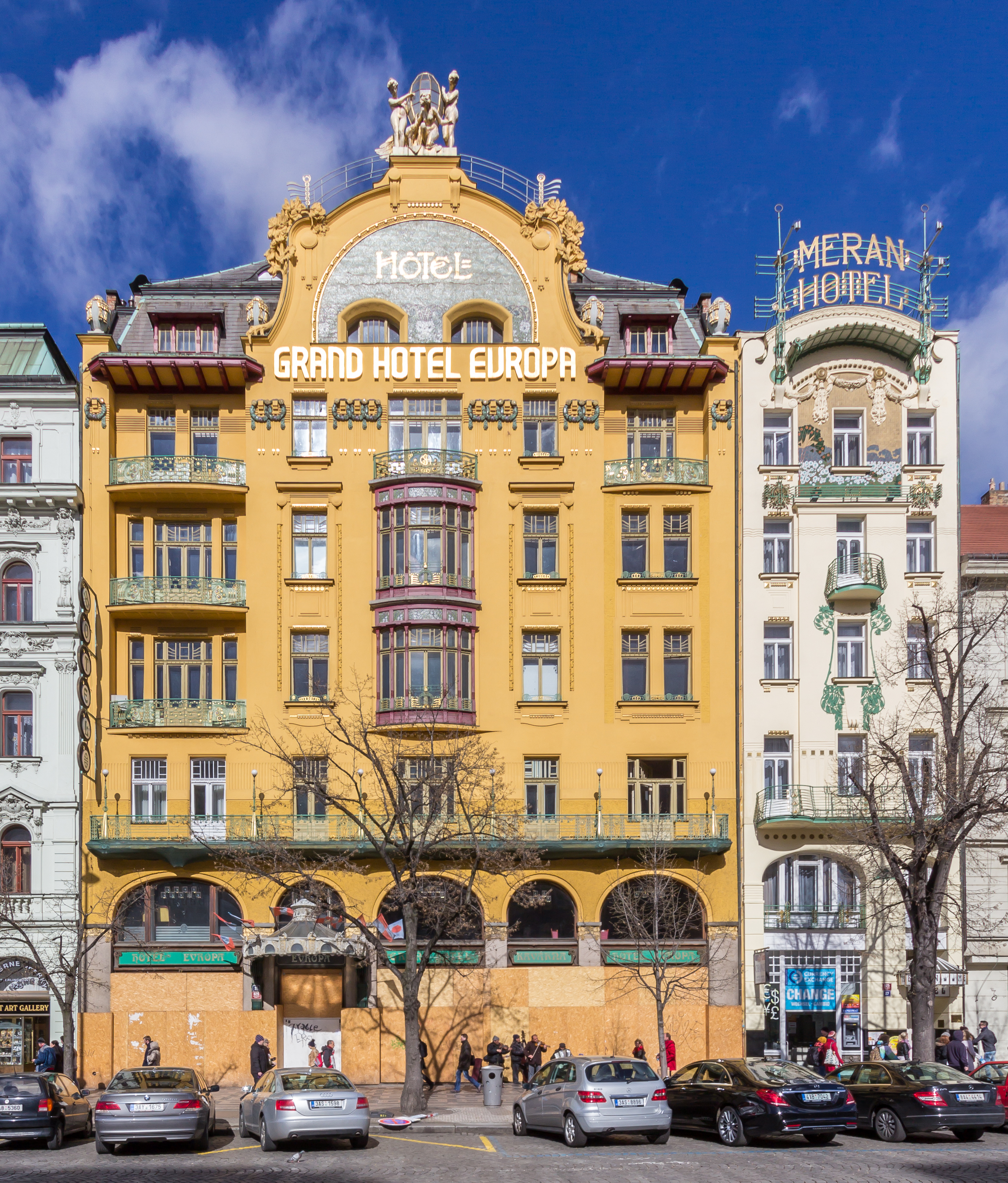
Secesní Hotel Evropa

- 826/25, hotel Evropa. Majitel: Ferid Nasr (Česko).[30] Mezi předchozí vlastníky patřili Wilhelm Hauner, Archiduc Etiénne, Karel Šroubek, a Václav Skala[21]
- 825/27, hotel Meran (dřív Garni), secesní budova z let 1903 až 1905,[26] v přízemí směnárna. Majitel: Julius Hájek (Česko)[21]
- 824/29, byty, cukrárna u sv. Václava, čínská restaurace. Majitel: hlavní město Praha[21]
- (833/31, za domy č. o. 27 a 29, nemá průčelí do náměstí)
- 823/33, v domě prodejna oblečení C&A. Majitel: PCS-Praha Center, s.r.o. (Rakousko)[21]
- 822/35, v domě kasino Happy Days. Majitelé: Stanislav Fröhlich, Jana Krejčíková, Jiří Růžek, Miloš Fröhlich (Česko, Austrálie)[25][21]
- 821/39, v pasáži tohoto domu se měsíc po pohřbu Jana Palacha 25. února 1969 upálil Jan Zajíc. V domě Café sv. Václava, Ristorante Italiano Buschetto. Majitelé: Hlavní město Praha, Iva Staňková[21]
- (2074/37 za domem č. o. 39, nemá průčelí do náměstí)
- 820/41, palác Letka, palác Avion, Palác knih Luxor, hotel Ramada. Pětiposchoďová budova, jedna z prvních funkcionalistických staveb v Praze s průčelím s parapetními pásy ze šikmo pokládaných cihel. Pasáž Avion neboli pasáž Luxor či Letka. Kavárna Luxor a kabaret Passadena. Majitel: Rega Property Invest, s.r.o. (Rakousko)[21]
- 819/43 funkcionalistický dům s Divadlem Jiřího Grossmana. Pasáž Jiřího Grossmana, průchozí do pasáže ČTK, souběžná s Vaňhovou pasáží. V domě hotel Elysee a divadlo Palace, pobočka Raifeissenbank, zlatnictví. Majitel: hlavní město Praha.[21]
- 818/45, hotel Jalta, ochrana od 13. 9. 1991, rejstříkové číslo 41524/1-2159. V domě kasino Aleks, Como Restaurant. Majitel: Hotel Jalta, a. s. (vlastní lucemburská společnost Greenoaks Properties, v jejímž čele je Brit James Woolf).[21]
- 1601/47, též Opletalova 1, polyfunkční budova Květinový dům (výstavba v letech 2018–2020). Jedná se o devítipatrovou budovu s prosklenou fasádou.[31] Developerem je společnost Flow East. Do roku 2017 na tomto místě stával dům U Turků, původně novorenesanční dům vystavěný na místě staršího roku 1880, byl zvýšen o dvě patra a získal novou střízlivou fasádu roku 1920 (architekt Bohumír Kozák).
- 816/49, též Opletalova 2, sídlí zde mj. vládní agentura Česká centra. Majitelem Diplomatický servis ČR. V přízemí též prodejna oblečení Jannis.[21]
- 1282/51. V domě cukrárna a pizzerie, nahoře kanceláře. Majitel: hlavní město Praha.[21]
- 815/53. Budova z roku 1839. Dříve prodejna Čedok, dnes pobočka UniCredit Bank Czech Republic a prodejna Calzedonia. Budovu koupil v roce 1997 od restituenta podnikatel Jiří Šimáně,[26]od roku 2006 dům vlastní společnost Václavské, a.s. Společnost má akcie na majitele v listinné podobě, v letech 2006–2007 byla jediným akcionářem Šimáněho Unimex Group, v roce 2010 držela 99,72 % akcií švédská společnost A Travel invest AB.[32]
- 1306/55. V přízemí domu směnárna. Majitel: Ivan Bukovský (Česko)[21]
- 813/57. V domě advokátní kancelář, pobočka O2 a kavárna Starbucks. Majitelé: Charles Brumlik, Henry George Brumlik, John Brumlik, Emil Weyr, Ivan Weyr (USA, Česko)[21]
- 812/59, též Washingtonova 1. V domě pobočka obchodního domu Bílá labuť. Jeho velkou část dnes zaujímá restaurace McDonalds, v suterénu je supermarket Albert.[21] Vyšší patra chce vlastník Bílé labuti přebudovat na hotel.[33] Majitel: Rephana Hotels, a.s.[21] 2013 – komplexní rekonstrukce.

## Doprava

### Hromadná

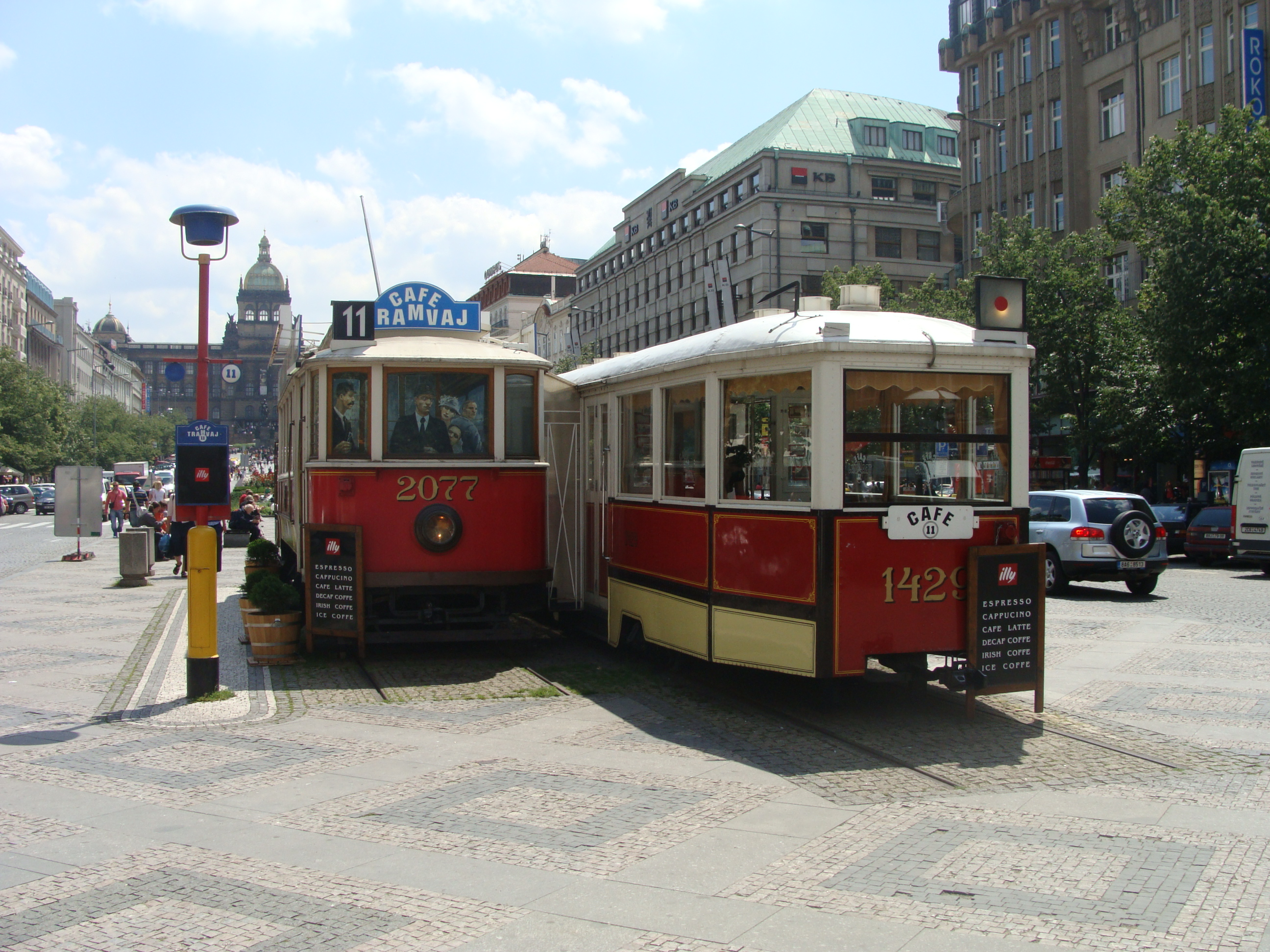
Dvě historické tramvaje připomínají tramvajovou trať, která dříve vedla přes celé náměstí

Na Václavském náměstí se nacházejí dvě velmi důležité přestupní stanice pražského metra. Na horním konci je to Muzeum, kde se kříží linka A s linkou C, na dolním konci náměstí je to Můstek. Zde se kříží linka B s linkou A.
Tramvaje přímo z náměstí zmizely v roce 1980, nejbližší stanice se nacházejí v bezprostřední blízkosti v ulicích Jindřišská a Vodičkova. V lednu 2019 odsouhlasila rada hlavního města Prahy plán postavení tramvajové trati spojující Národní muzeum s ulicemi Vodičkovou a Jindřišskou. V roce 2024 dojde k zahájení výstavby tramvajové trati v horní části náměstí. Dokončeno má být v roce 2027.
Ještě v 60. letech 20. století na Václavské náměstí kromě tramvají také jezdívaly i trolejbusy (linka 53 a 55), které zde měly konečnou stanici před domy 42 až 46 mezi ulicemi Štěpánskou a Ve smečkách. Trolejbusy přijížděly Štěpánskou ulicí; z náměstí odjížděly ulicí Krakovskou.

### Automobilová
Václavské náměstí je otevřené i pro automobilovou dopravu. Na horním konci náměstí, přímo pod rampou Národního muzea u Muzejní oázy vede problematická několikaproudová magistrála – hlavní pražské severo-jižní dopravní spojení. Od roku 2012 je omezen automobilový vjezd do dolní části náměstí od tramvajových kolejí, kde byla zřízena pěší zóna.